# Epistrophe issikii
Epistrophe issikii är en tvåvingeart som först beskrevs av Tokuichi Shiraki 1930.  Epistrophe issikii ingår i släktet brynblomflugor, och familjen blomflugor.
Artens utbredningsområde är Taiwan. Inga underarter finns listade i Catalogue of Life.